# 京都シティハーフマラソン
京都シティハーフマラソン（きょうとシティハーフマラソン）は、京都府京都市で毎年3月の第2日曜日に行われていたハーフマラソン大会。2009年の第16回大会を最後に休止となった。

## 概要
1994年に初開催。京都市と京都陸上競技協会との共催。
京都市は、2009年3月8日の第16回大会を最後に、フルマラソン実施に向けた準備のため休止とした。その後京都市は、京都シティハーフマラソン実行委員会の決定を受けて、2012年からフルマラソンとして再開する準備を開始した。2012年3月11日に「京都マラソン」第１回大会を開催した。

## 種目
- ハーフマラソン
- 車いす競技 (5キロメートル (km) )

## 競技時間
2時間15分（第16回大会）

## コース
平安神宮前から御池通、烏丸通、今出川通、加茂街道、北山通、川端通を通り北上、京都国際会館前で折り返して白川通を南下、丸太町通を通り平安神宮前まで戻るルート。ただし、車いす競技はスタートから5 kmの地点（京都御苑乾御門前）がゴール。
途中5つの関門が設定されている。
- 第1関門 京都御苑乾御門前 (5.0 km) - スタート後37分
- 第2関門 加茂街道紫明 (7.6 km) - スタート後53分
- 第3関門 北山下鴨本通 (9.9 km) - スタート後67分
- 第4関門 国際会館専用道路入口 (13.8 km) - スタート後90分
- 第5関門 白川北大路 (17.3 km) - スタート後112分

## 参加資格
大会当日18歳以上（高校生以下は除く）で、ハーフマラソン(21.0975 km)を2時間以内で完走可能な者（車いす競技除く）。

## 大会記録
- 男子：モーゼス・タヌイ（ ケニア）1時間1分06秒　(1999年)
- 女子：エレナ・マイヤー（ 南アフリカ共和国）1時間7分29秒　(1998年)

## 歴代優勝者

### 男子
| 回 | 開催年 | 氏名                         | 所属・国籍          | タイム        | 備考                 |
| -- | ------ | ---------------------------- | ------------------- | ------------- | -------------------- |
| 1  | 1994   | バルデノール・ドス・サントス | ブラジル            | 1時間01分53秒 |                      |
| 2  | 1995   | モーゼス・タヌイ             | ケニア              | 1時間01分33秒 |                      |
| 3  | 1996   | ヘルダー・バスケス           | コロンビア          | 1時間01分29秒 |                      |
| 4  | 1997   | モーゼス・タヌイ             | ケニア              | 1時間02分20秒 |                      |
| 5  | 1998   | モーゼス・タヌイ             | ケニア              | 1時間01分34秒 |                      |
| 6  | 1999   | モーゼス・タヌイ             | ケニア              | 1時間01分06秒 | 大会記録             |
| 7  | 2000   | オンドロ・オソロ             | ケニア              | 1時間01分50秒 |                      |
| 8  | 2001   | 永田宏一郎                   | 鹿屋体育大学        | 1時間01分09秒 | 日本学生記録（当時） |
| 9  | 2002   | ハリド・ハヌーチ             | アメリカ            | 1時間02分16秒 |                      |
| 10 | 2003   |                              |                     |               |                      |
| 11 | 2004   | 保科光作                     | 日本体育大学        | 1時間03分09秒 |                      |
| 12 | 2005   | 三行幸一                     | ホンダ              | 1時間02分34秒 |                      |
| 13 | 2006   | 太田貴之                     | 富士通              | 1時間02分50秒 |                      |
| 14 | 2007   | サムエル・ガンガ             | 広島経済大学 ケニア | 1時間03分18秒 |                      |
| 15 | 2008   | 池田宗司                     | 駒澤大学            | 1時間02分10秒 |                      |
| 16 | 2009   | 柏原竜二                     | 東洋大学            | 1時間03分16秒 |                      |

### 女子
| 回 | 開催年 | 氏名                 | 所属・国籍       | タイム        | 備考     |
| -- | ------ | -------------------- | ---------------- | ------------- | -------- |
| 1  | 1994   | ウタ・ピッピヒ       | ドイツ           | 1時間07分59秒 |          |
| 2  | 1995   | ウタ・ピッピヒ       | ドイツ           | 1時間07分58秒 |          |
| 3  | 1996   | カトリン・ドーレ     | ドイツ           | 1時間09分43秒 |          |
| 4  | 1997   | エレナ・マイヤー     | 南アフリカ共和国 | 1時間07分36秒 |          |
| 5  | 1998   | エレナ・マイヤー     | 南アフリカ共和国 | 1時間07分29秒 | 大会記録 |
| 6  | 1999   | エレナ・マイヤー     | 南アフリカ共和国 | 1時間07分57秒 |          |
| 7  | 2000   | ファツマ・ロバ       | エチオピア       | 1時間10分16秒 |          |
| 8  | 2001   | ファツマ・ロバ       | エチオピア       | 1時間09分19秒 |          |
| 9  | 2002   | キャサリン・ヌデレバ | ケニア           | 1時間08分48秒 |          |
| 10 | 2003   |                      |                  |               |          |